# A + B (diálogos)
A + B foi uma coluna de crônicas dialogadas de Machado de Assis publicada apenas sete vezes pelo jornal Gazeta de Notícias de 12 de setembro de 1883 até 24 de outubro de 1886. Nestas crônicas o autor usou o pseudônimo de uma figura histórica, João das Regras, jurista conselheiro de D. João I (1358-1433), "monarca que se empenhou na criação do Estado moderno em Portugal em fins da Idade Média".  Trata-se de crônicas sobre atualidades, em especial "a movimentação política no tempo do império brasileiro", em que os temas vão se sucedendo por associação de ideias em ritmo vertiginoso, com uma pegada satírica, beirando o nonsense, como em:
B - {...} mas, apesar de tudo, o general fica. Eu faria a mesma coisa.

A - Eu faria outra coisa.

B - Que farias tu?

A - Suprimia os coronéis.

B - Matando-os?

A - Não, homem de Deus, suprimia os postos: nem coronéis, nem generais. Eu faria decretar que todos os filhos da república [alusão ao Estado Oriental do Uruguai; o Brasil ainda era uma monarquia] fossem cabeleireiros. Cabeleireiro, como se sabe, é o mais pacato dos cidadãos de um Estado. [...]

B - Singular disparate! Mas se todos fossem cabeleireiros, a quem é que eles penteariam, pateta?

A - Uns aos outros, pateta! reciprocidade capilar [...]
"Em cada uma das sete crônicas o mesmo padrão é repetido: as figuras A e B esbarram-se na rua por acaso e iniciam um diálogo concernente às notícias dos jornais e ao que se discute na Câmara e no Senado, entre outros comentários relativos principalmente à pauta da vida política do império brasileiro em fins do século XIX. Desse modo, Machado de Assis faz com que as duas figuras passeiem por diversos assuntos, sem se deter ou muito menos se aprofundar em nenhum deles." "Apesar de reduzir-se a apenas sete crônicas, A+B aborda um grande número de temas, pois o que salta à vista como objetivo da série, num primeiro olhar, é o desejo de fazer ecoar as notícias mais atuais que constam nos jornais e tecer comentários sobre as mesmas." A narração "consiste em não se prender de fato a nenhum assunto e sobrevoar todos".  John Gledson considera esta série "uma das mais difíceis de compreender". O formato "faz com que, pelo menos para o leitor moderno, os textos sejam bastante obscuros".
As sete crônicas da série "A + B" foram coletadas por Raimundo  Magalhães  Júnior e publicadas no livro Diálogos e reflexões de um relojoeiro, que abarca a totalidade de "A + B" (os diálogos) além da série "Bons Dias!" (as reflexões do relojoeiro). A primeira vez que foram incluídas numa edição da obra completa de Machado foi naquela em três volumes da Nova Aguilar de 2008. Em  2011,  Mauro  Rosso  incluiu-as no  livro Crônicas: A+B/Gazeta  de  Holanda.

## Colaboração de Machado naGazeta de Notícias
A Gazeta de Notícias foi o jornal em que Machado de Assis colaborou por mais tempo como cronista, de 1883 até 1900, adotando vários pseudônimos. "Teve este grande jornal dos tempos do Império uma influência considerável na carreira jornalística e literária de Machado".  De 1883 a 1886 publicou, sob o pseudônimo de Lélio, os "comentários humorísticos" das "Balas de Estalo". Em 1886 publicou, sob o pseudônimo João das Regras, os diálogos de "A + B", de duração efêmera. Como os jornais da época vinham publicando folhetins rimados e a Gazeta de Notícias estava sem "poeta", Machado veio a suprir a lacuna, publicando, de 1886 a 1888, sob o pseudônimo de Malvólio, os "comentários rimados" da "Gazeta de Holanda" De 1888 a 1889, publicou "crônicas leves, alegres, bem humoradas" com o título de "Bons Dias!" e de 1892 a 1900 publicou sua coluna de mais longa duração, "A Semana".